# KeyRaider
KeyRaider est un rançongiciel affectant les terminaux iOS d'Apple et plus particulièrement les iPhone débridés.
Il permet à un pirate informatique de dérober les noms d'utilisateurs et mots de passe sur un terminal infecté ainsi que de verrouiller l'accès à iCloud dans le but d'obtenir une rançon. Il a été découvert en août 2015 par des chercheurs en sécurité informatique des entreprises Palo Alto Networks et WeiPhone qui ont alors estimé à 225 000 le nombre de terminaux touchés.
Le logiciel, apparu pour la première fois sur un serveur chinois, s'est propagé au travers de l'application Cydia, une plateforme de téléchargement d'applications pour iPhone débridés.

## Source
- (en) Cet article est partiellement ou en totalité issu de l’article de Wikipédia en anglais intitulé « KeyRaider » (voir la liste des auteurs).